# Collégialité
La collégialité est un principe qui guide les actions d'un groupe de personnes (le collège, une autorité) ayant le même statut et par lequel ils assument collectivement les décisions prises par la majorité de ses membres.
Du point de vue de la sociologie des organisations, la collégialité est un modèle d'organisation très général qui renvoie à l'action commune entre pairs, opposé à la bureaucratie,,.

## Principe
Les membres du collège peuvent être désignés ou élus. Pour un organe politique, ses membres sont élus par le peuple et doivent le représenter. L'utilisation de la proportionnalité est donc nécessaire.
La collégialité a pour objectif de limiter les pouvoirs d'un petit groupe de personnes, en donnant les mêmes pouvoirs à tous ses membres.

## Politique
La collégialité est un principe généralement suivi au sein d'un gouvernement directorial[réf. nécessaire].

### Belgique
En Belgique les représentants légaux d'une Commune sont « Le Collège des Bourgmestre et Échevins »[non pertinent].

### France
Il est aussi appliqué dans la collectivité sui generis française de Nouvelle-Calédonie à travers son gouvernement collégial[réf. nécessaire].

### Suisse
La collégialité est un principe appliqué en Suisse tant au niveau de la politique fédérale que cantonale, mais aussi dans les associations privées. Selon ce principe, l'autorité (généralement un gouvernement) défend publiquement une décision prise à la majorité, en un seul bloc. La collégialité va de pair avec la concordance.
Le principe de collégialité pour le Conseil fédéral est inscrit dans la loi : « Les membres du Conseil fédéral défendent les décisions prises par le collège ». La collégialité au Conseil fédéral possède deux aspects : l'égalité parfaite entre les membres du collège gouvernemental d'une part, et la concordance d'autre part.

### Union européenne
L'Union européenne connaît également la collégialité pour la Commission européenne, comme mentionné par l'article premier de son règlement intérieur : « La Commission agit en collège conformément aux dispositions du présent règlement et dans le respect des orientations politiques définies par son président ».

## Catholicisme
Le principe de collégialité a été introduit dans l'Église au cours du concile Vatican II. Il provient des notions de presbytérium et de collège apostolique tels qu'ils étaient connus dans l'antiquité chrétienne.
Toutefois, l'abus de collégialité a été critiqué par les traditionalistes catholiques comme étant une sorte de « syndicalisme clérical », une façon de se substituer à l'autorité hiérarchique plutôt que d'y participer avec enthousiasme.
Cette réserve face à la collégialité exprimée est parallèle à la critique de l'horizontalisme liturgique[incompréhensible].